# Rock Cup
La Rock Cup (en español: Copa de la Roca), conocida desde 2016 como Gibtelecom Rock Cup por motivos de patrocinio, es una competición oficial de fútbol organizada anualmente por la Asociación de Fútbol de Gibraltar (GFA). 
Fue establecida en 1936 bajo su denominación actual, pero existía desde 1907 bajo el nombre de Merchants Cup; sin embargo en el período entre 1895 y 1907 la Merchants Cup se considera parte de la Primera División. El campeón participa en la Copa Pepe Reyes (supercopa) junto al campeón de la Primera División de Gibraltar.
De 2013-14 hasta 2020-21 el campeón clasificaba para la Liga Europa de la UEFA, como consecuencia de la adhesión de Gibraltar a la UEFA, iniciando su participación en la primera ronda clasificatoria. A partir de la temporada 2021-22 el campeón garantiza un cupo en la primera ronda clasificatoria de la Liga Europa Conferencia de la UEFA

## Historia
El fútbol en Gibraltar se remonta al año 1892, fecha en la que el personal militar británico asentado en el territorio comenzó a disputar sus primeros partidos bajo una agrupación con el nombre de Prince of Wales Football Club. Para 1895 el número de clubes creció tanto que se creó la Gibraltar Civilian Football Association  y un torneo —predecesor del actual—, la Merchants Cup (Copa de Comerciantes),  en cuya primera edición participaron 8 clubes y tubo a Gibraltar Football Club como campeón.

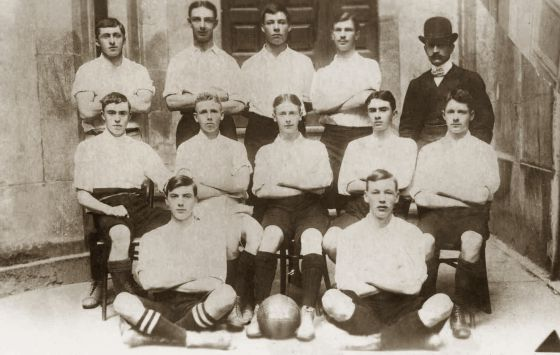
El Exiles Cable Club, equipo formado por ingleses de Vigo, campeón en las temporadas 1899-1900 y 1901-1902.

Recibió la denominación de Copa de Comerciantes por la donación del trofeo por parte de la Asociación de Comerciantes de Gibraltar. En un inicio se estableció que únicamente pudiera ser disputada por clubes civiles locales —británicos por ende— y que estuvieran adscritos a la asociación. La primera final, ya que se disputaba bajo sistema de eliminación directa, jugada entre Gibraltar Football Club y Jubile Football Club, fue presenciada por 1 500 espectadores. La condición marcada de «civil» era consecuencia del carácter militar de muchos clubes de foot-ball ingleses de la época, en la península ibérica, quienes importaron este deporte desde las islas británicas. El factor tenía especial relevancia entonces ya que no existía ningún campo para uso civil y, entre el transcurso de un campeonato y otro, cada año los diferentes clubes disputaban encuentros frente a otros equipos de marinos. Fue en 1902 cuando uno de los cuatro terrenos adecuados para la práctica fue declarado de uso civil, así los clubes conformados pudieron jugar fuera del período oficial del torneo en el North Front.
Este fue el primer torneo gibraltareño hasta que en 1907 se estableció, de facto, el campeonato de liga bajo el nombre de Gibraltar Foot-Ball League bajo la aprobación de la Asociación de Fútbol de Inglaterra (en inglés: The Football Association), y a la que se afilió en 1909. El establecimiento de una liga propia le permitía ser considerado para ingresar a la UEFA, hecho que no se produjo por la negativa de España, en conflicto con el Reino Unido por la soberanía de Gibraltar; que dio con la normativa de que el ente europeo no aceptaría a ningún territorio no aceptado por la ONU como independiente. El conflicto no se solucionó hasta 2006, y finalmente en 2013 la Asociación de Fútbol de Gibraltar fue admitida como miembro pleno.
Desde la formación del campeonato se ha disputado casi de manera ininterrumpida, salvo en contadas ocasiones, y es considerado como uno de los torneos más antiguos de fútbol, teniendo en cuenta la citada Merchants Cup. Debido a su rápido asentamiento y la formación de nuevos clubes, en 1909 se dividió en dos categorías, la Primera y la Segunda División, mientras que la primigenia Merchants Cup pasó a ser la competición de copa del territorio, renombrada como Rock Cup en 1936; pese a ello, sus primeras ediciones son consideradas parte de la liga.

### Denominaciones del torneo
La competición adoptó su denominación actual en el año 1936, no obstante, existía desde 1895 con el que fue el nacimiento de la primera competición oficial de fútbol en Gibraltar, la Merchants Cup, y que no pasó a ser designada como la copa doméstica hasta 1907, fecha en que se estable de manera oficial el campeonato de liga. Así pues, ha contado con las siguientes denominaciones:
- Merchants Cup (1895-1907). Como campeonato de liga.
- Merchants Cup (1907-1936). Establecimiento formal como campeonato de copa.
- Rock Cup (1936 en adelante).

### Primeras ediciones antes del establecimiento de la Football League
Antes del establecimiento de la Gibraltar Foot-Ball League (en la temporada 1907-08) se disputaba la Merchants Cup (copa de comerciantes), que es considerado el torneo predecesor tanto de la Primera División como de la Rock Cup. La Merchants Cup celebró doce ediciones entre la temporada 1895-96 y 1905-06. Solo se tiene registro de las once primeras ediciones en as cuales se coronaron como campeones seis clubes diferentes, siendo el Prince of Wales el más exitoso con cuatro títulos.

## Historial
Para un mejor detalle véase Historial de la Rock Cup.
| Edición                    | Campeón                      |
| Merchants Cup (como liga). | Merchants Cup (como liga).   |
| -------------------------- | ---------------------------- |
| 1895                       | Gibraltar F. C.              |
| 1896-97                    | Jubilee                      |
| 1897-98                    | Jubilee                      |
| 1898-99                    | Albion                       |
| 1899-00                    | Exiles                       |
| 1900-01                    | Exiles                       |
| 1901-02                    | Exiles                       |
| 1902-03                    | Prince of Wales              |
| 1903-04                    | Prince of Wales              |
| 1904-05                    | Athletic                     |
| 1905-06                    | Prince of Wales              |
| Merchants Cup (como copa)  |                              |
| 1907-33                    | Desconocido                  |
| 1934                       | Electricity Department F. T. |
| 1935                       | Desconocido                  |
| Rock Cup                   |                              |
| 1936                       | HMS Hood                     |
| 1937                       | Britannia XI                 |
| 1938                       | Europa                       |
| 1939                       | 2nd Batallion TKR            |

| Edición | Campeón                   |
| ------- | ------------------------- |
| 1940    | Britannia XI              |
| 1941    | No disputada              |
| 1942    | A.A.R.A.                  |
| 1943    | RAF New Camp              |
| 1944    | 4th Battalion Royal Scots |
| 1946    | Europa                    |
| 1947    | Gibraltar United          |
| 1948    | Britannia F. C.           |
| 1949    | Prince of Wales           |
| 1950    | Europa                    |
| 1951    | Europa                    |
| 1952    | Europa                    |
| 1953-55 | Desconocido               |
| 1956    | St. Joseph's              |
| 1957-73 | Desconocido               |
| 1974    | Manchester United Reserva |
| 1975    | Glacis United             |
| 1976    | 2nd Batallion RGJ         |
| 1977    | Manchester United         |
| 1978    | St. Jago's United         |
| 1979    | St. Joseph's              |

| Edición | Campeón           |
| ------- | ----------------- |
| 1980    | Manchester United |
| 1981    | Glacis United     |
| 1982    | Glacis United     |
| 1983    | St. Joseph's      |
| 1984    | St. Joseph's      |
| 1985    | St. Joseph's      |
| 1986    | Lincoln           |
| 1987    | St. Joseph's      |
| 1988    | RAF Gibraltar     |
| 1989    | Lincoln Reliance  |
| 1990    | Lincoln           |
| 1991    | Desconocido       |
| 1992    | St. Joseph's      |
| 1993    | Lincoln           |
| 1994    | Lincoln           |
| 1995    | St. Theresas      |
| 1996    | St. Joseph's      |
| 1997    | Glacis United     |
| 1998    | Glacis United     |
| 1999    | Gibraltar United  |

### De 2000 en adelante
A partir de la temporada 2017 el torneo pasó a conocerse como la Gibtelecom Rock Cup, debido a un contrato de patrocinio firmado entre la GFA y la compañía de telecomunicaciones gibraltareña Gibtelecom.
Notas: Newcastle Gibraltar United fue un nombre temporal del Lincoln Red Imps F. C. entre los años 2002 y 2007.
| Edición             | Campeón                                     | Resultado                                   | Subcampeón                                  |
| ------------------- | ------------------------------------------- | ------------------------------------------- | ------------------------------------------- |
| 2000                | Gibraltar United                            | 4 – 1                                       | Glacis United                               |
| 2001                | Gibraltar United                            | 0 – 0 (4-3 pen.)                            | Lincoln ABG                                 |
| 2002                | Newcastle Gibraltar United                  | 3 – 2 (pró.)                                | Gibraltar United                            |
| 2003                | Manchester United                           | 2 – 2 (4-3 pen.)                            | Newcastle                                   |
| 2004                | Newcastle Gibraltar United                  | 9 – 0                                       | St Joseph's                                 |
| 2005                | Newcastle Gibraltar United                  | 8 – 0                                       | Gibraltar United                            |
| 2006                | Newcastle Gibraltar United                  | 1 – 1 (3-1 pen.)                            | Glacis United                               |
| 2007                | Newcastle Gibraltar United                  | 6 – 0                                       | St Joseph's                                 |
| 2008                | Lincoln                                     | 3 – 0                                       | PWC Laguna                                  |
| 2009                | Lincoln                                     | 4 – 0                                       | Shamrock 101                                |
| 2010                | Lincoln                                     | 5 – 1                                       | Gibraltar United                            |
| 2011                | Lincoln Red Imps                            | 2 – 1                                       | Glacis United                               |
| 2012                | St Joseph's                                 | 2 – 0                                       | Lions Gibraltar                             |
| 2013                | St Joseph's                                 | 3 – 1                                       | Manchester United                           |
| 2014                | Lincoln Red Imps                            | 1 – 0                                       | College Europa                              |
| 2015                | Lincoln Red Imps                            | 4 – 1                                       | Lynx                                        |
| 2016                | Lincoln Red Imps                            | 2 – 0                                       | Europa                                      |
| Gibtelecom Rock Cup |                                             |                                             |                                             |
| 2017                | Europa                                      | 3 – 0                                       | Lincoln Red Imps                            |
| 2017-18             | Europa                                      | 2 – 1                                       | Mons Calpe                                  |
| 2019                | Europa                                      | 3 – 0                                       | Gibraltar United                            |
| 2020                | Abandonado debido a la Pandemia de COVID-19 | Abandonado debido a la Pandemia de COVID-19 | Abandonado debido a la Pandemia de COVID-19 |
| 2021                | Lincoln Red Imps                            | 2 – 0                                       | Glacis United                               |
| 2021-22             | Lincoln Red Imps                            | 2 – 1                                       | Bruno's Magpies                             |
| 2022-23             | Bruno's Magpies                             | 1 – 1 (4-2 pen.)                            | Lincoln Red Imps                            |
| 2023-24             | Lincoln Red Imps                            | 3 – 0                                       | Europa                                      |
| 2024-25             | Bruno's Magpies                             | 3 – 1                                       | Lions Gibraltar                             |

## Títulos por club
En la sección de clubes se muestra en negrita a los aún activos. En la sección de años en los que fue campeón se muestra en negrita el año en que, además, ganó la Gibraltar Football League (doblete).
Nota: En esta sección no se han contabilizado las once primeras ediciones, las cuales sí se toman en cuenta en el palmarés de la Gibraltar Football League.
| Pos. | Club                        | Títulos | Años en los que fue campeón                                                                                            |
| ---- | --------------------------- | ------- | --- |
| 1    | Lincoln Red Imps FC         | 20      | 1986, 1989, 1990, 1993, 1994, 2002, 2004, 2005, 2006, 2007, 2008, 2009, 2010, 2011, 2014, 2015, 2016, 2021, 2022, 2024 |
| 2    | St Joseph’s FC              | 10      | 1956, 1979, 1983, 1984, 1985, 1987, 1992, 1996, 2012, 2013                                                             |
| 3    | Europa FC                   | 8       | 1938, 1946, 1950, 1951, 1952, 2017, 2018, 2019                                                                         |
| 4    | Glacis United FC            | 5       | 1975, 1981, 1982, 1997, 1998                                                                                           |
| 5    | Manchester 62 FC            | 4       | 1974, 1977, 1980, 2003                                                                                                 |
| 6    | Gibraltar United FC         | 4       | 1947, 1999, 2000, 2001                                                                                                 |
| 7    | Britannia XI †              | 3       | 1937, 1940, 1948 |
| 8    | F. C. Bruno's Magpies       | 2       | 2023, 2025 |
| 9    | HMS Hood †                  | 1       | 1936 |
| 10   | 2nd Batallion TKR †         | 1       | 1939 |
| 11   | A.A.R.A. †                  | 1       | 1942 |
| 12   | RAF New Camp †              | 1       | 1943 |
| 13   | 4th Battalion Royal Scots † | 1       | 1944 |
| 14   | Prince of Wales FC †        | 1       | 1949 |
| 15   | 2nd Batallion RGJ †         | 1       | 1976 |
| 16   | RAF Gibraltar †             | 1       | 1988 |
| 17   | St. Theresas F. C. †        | 1       | 1995 |
| 18   | Gibraltar F. C. †           | 1       | 1895 |

- † Equipo desaparecido.

## Estadísticas

### Goleadores por temporada
| Temporada | Jugador           | Club             | Goles |
| --------- | ----------------- | ---------------- | ----- |
| 2016      | Cristian Toncheff | Manchester 62    | 4     |
| 2016      | Ilias Rahmouni    | College 1975     | 4     |
| 2017      | Enrique Gómez     | Europa           | 4     |
| 2018      | Enrique Gómez     | Europa           | 8     |
| 2019      | Tjay De Barr      | Europa           | 7     |
| 2020      | Sunday Emmanuel   | Lincoln Red Imps | 7     |
| 2021      | Dylan Borge       | Europa           | 4     |
| 2021      | Adrián Gallardo   | Europa           | 4     |
| 2022      | Adil Azarkan      | Lincoln Red Imps | 4     |
| 2023      | Juanfri           | Lincoln Red Imps | 4     |
| 2024      | Labra             | Europa FC        | 4     |
| 2025      | Carlos García     | Bruno's Magpies  | 5     |
| 2025      | Javi Forján       | Bruno's Magpies  | 5     |
| 2025      | Dylan Borge       | Bruno's Magpies  | 5     |